# Tomás Martín Etcheverry
Tomás Martín Etcheverry (ur. 18 lipca 1999 w La Placie) – argentyński tenisista.

## Kariera tenisowa
Etcheverry jest finalistą dwóch turniejów o randze ATP Tour w konkurencji gry pojedynczej.
W karierze zwyciężył w trzech singlowych i jednym deblowym turnieju cyklu ATP Challenger Tour. Ponadto wygrał pięć singlowych oraz sześć deblowych turniejów rangi ITF.
W rankingu gry pojedynczej najwyżej był na 30. miejscu (19 czerwca 2023), a w klasyfikacji gry podwójnej na 205. pozycji (19 września 2022).

### Finały w turniejach ATP Tour
| Legenda                                      |
| -------------------------------------------- |
| Wielki Szlem                                 |
| Igrzyska olimpijskie                         |
| Tennis Masters Cup / ATP Finals              |
| ATP Masters Series / ATP Tour Masters 1000   |
| ATP International Series Gold / ATP Tour 500 |
| ATP International Series / ATP Tour 250      |

#### Gra pojedyncza (0–2)
| Końcowy wynik | Nr | Data            | Turniej  | Nawierzchnia | Przeciwnik     | Wynik finału        |
| ------------- | -- | --------------- | -------- | ------------ | -------------- | ------------------- |
| Finalista     | 1. | 5 marca 2023    | Santiago | Ceglana      | Nicolás Jarry  | 7:6(5), 6:7(5), 2:6 |
| Finalista     | 2. | 9 kwietnia 2023 | Houston  | Twarda       | Frances Tiafoe | 6:7(1), 6:7(6)      |

### Zwycięstwa w turniejach ATP Challenger Tour

#### Gra pojedyncza
| Końcowy wynik | Nr | Data            | Turniej    | Nawierzchnia | Przeciwnik             | Wynik finału |
| ------------- | -- | --------------- | ---------- | ------------ | ---------------------- | ------------ |
| Zwycięzca     | 1. | 11 lipca 2021   | Perugia    | Ceglana      | Witalij Saczko         | 7:5, 6:2     |
| Zwycięzca     | 2. | 1 sierpnia 2021 | Triest     | Ceglana      | Thiago Agustín Tirante | 6:1, 6:1     |
| Zwycięzca     | 3. | 20 marca 2022   | Concepción | Ceglana      | Hugo Dellien           | 6:3, 6:2     |

#### Gra podwójna
| Końcowy wynik | Nr | Data           | Turniej | Nawierzchnia | Partner     | Przeciwnicy                              | Wynik finału   |
| ------------- | -- | -------------- | ------- | ------------ | ----------- | ---------------------------------------- | -------------- |
| Zwycięzca     | 1. | 6 czerwca 2021 | Biella  | Ceglana      | Renzo Olivo | Luis David Martínez David Vega Hernández | 3:6, 6:3, 10–8 |